# Andrzej Sośnierz
Andrzej Stanisław Sośnierz (ur. 8 maja 1951 w Głuchołazach) – polski lekarz i polityk. Poseł na Sejm V, VI, VIII i IX kadencji, w latach 2006–2007 prezes Narodowego Funduszu Zdrowia.

## Życiorys
Absolwent VII LO w Katowicach. W 1975 ukończył studia na Wydziale Lekarskim Śląskiej Akademii Medycznej w Katowicach. W latach 1975–1978 pracował jako młodszy asystent w Obwodzie Lecznictwa Kolejowego w Katowicach. W latach 1978–1990 był kolejno: asystentem, starszym asystentem i kierownikiem Okręgowego Szpitala Kolejowego w Katowicach. W 1980 wstąpił do NSZZ „Solidarność”.
W latach 1990–1994 pełnił funkcję okręgowego lekarza Polskich Kolei Państwowych w Katowicach i naczelnika zarządu kolejowej służby zdrowia Śląskiej Dyrekcji Okręgowej Kolei Państwowych. Od 1991 do 1998 kierował Wydziałem Zdrowia w Urzędzie Wojewódzkim w Katowicach. W latach 1997–1999 był doradcą ministra zdrowia i opieki społecznej. W 1998 został pełnomocnikiem regionalnym kasy chorych w biurze pełnomocnika rządu ds. wprowadzenia powszechnego ubezpieczenia zdrowotnego. W latach 1999–2002 był dyrektorem Śląskiej Regionalnej Kasy Chorych. Odszedł ze stanowiska w wyniku konfliktu z Mariuszem Łapińskim, ministrem zdrowia w rządzie Leszka Millera. Od 2003 pełnił funkcje prezesa i dyrektora Śląskiej Opieki Medycznej.
Jako dyrektor Śląskiej Kasy Chorych monitorował program informatyzacji systemu ochrony zdrowia. Za wdrożenie rejestru usług medycznych kierowana przez niego kasa chorych została nagrodzona tytułem „Lidera informatyki 2002”.
Tuż po odejściu ze stanowiska dyrektora Śląskiej Kasy Chorych bez powodzenia ubiegał się o stanowisko prezydenta Katowic w wyborach samorządowych w 2002. W tych samych wyborach uzyskał mandat radnego miasta Katowice, który sprawował do 2005.
Działał kolejno w Kongresie Liberalno-Demokratycznym, Unii Polityki Realnej, Inicjatywie dla Polski i Platformie Obywatelskiej.
W wyborach parlamentarnych w 2005 jako kandydat PO uzyskał mandat poselski w okręgu katowickim. Został wykluczony z PO za krytykę stanowiska kierownictwa partii w sprawie możliwości powstania koalicji POPiS (mówił o możliwym rozłamie w PO), potem pozostawał bezpartyjny. Od 19 stycznia 2006 należał do klubu parlamentarnego PiS.
Na przełomie 2005 i 2006 media wielokrotnie spekulowały o możliwości powołania go na stanowisko szefa Narodowego Funduszu Zdrowia, do czego jednak ostatecznie nie doszło, ponieważ rada NFZ nie odwołała Jerzego Millera. Ostatecznie zastąpił Jerzego Millera 8 września 2006 po zmianie ustawy i powołaniu go przez premiera Jarosława Kaczyńskiego na stanowisko prezesa, wobec czego złożył mandat poselski.
W przedterminowych wyborach parlamentarnych w 2007 został wybrany na posła VI kadencji z listy Prawa i Sprawiedliwości, otrzymując w okręgu katowickim 27 758 głosów. W związku z uzyskaniem mandatu posła zrezygnował z funkcji prezesa NFZ. 3 grudnia 2010 wystąpił z Klubu Parlamentarnego Prawa i Sprawiedliwości i ogłosił przejście do KP Polska Jest Najważniejsza. W 2011 nie uzyskał reelekcji w wyborach parlamentarnych. W 2012 został dyrektorem Górnośląskiego Parku Etnograficznego w Chorzowie. Później podjął współpracę z Polską Razem jako ekspert ds. służby zdrowia. W 2014 ponownie bez powodzenia z ramienia PiS ubiegał się o prezydenturę Katowic, przegrywając w II turze.
W 2015 został ponownie wybrany do Sejmu (z listy PiS, jako przedstawiciel Polski Razem, w 2017 przekształconej w Porozumienie), otrzymując w okręgu katowickim 23 809 głosów. Jako członek Porozumienia kandydował bez powodzenia w wyborach do Parlamentu Europejskiego w 2019. W wyborach w tym samym roku uzyskał natomiast mandat posła na Sejm IX kadencji, otrzymując 6061 głosów. 29 kwietnia 2021 odszedł z klubu parlamentarnego PiS, pozostając członkiem Porozumienia Jarosława Gowina, i razem z Agnieszką Ścigaj oraz Pawłem Szramką stworzył koło poselskie o nazwie Polskie Sprawy. 22 czerwca 2022 został wykluczony z Porozumienia po tym, jak jego koło poselskie (w składzie zmodyfikowanym od czasu powstania) podjęło współpracę z rządzącym PiS.
W wyborach w 2023 bezskutecznie ubiegał się o poselską reelekcję. W późniejszym czasie nawiązał współpracę z Konfederacją; w lutym 2025 przemawiał na konwencji Sławomira Mentzena, jej kandydata na urząd prezydenta RP.

## Postępowania sądowe
- W sprawie o niegospodarność w związku z wprowadzaniem identyfikacyjnych kart czipowych w Śląskiej Kasie Chorych został uniewinniony w pierwszej instancji, a następnie wyrok ten został utrzymany w mocy przez Sąd Apelacyjny w Katowicach[12].
- Sąd pierwszej instancji uznał go za winnego prowadzenia działalności ubezpieczeniowej bez wymaganego zezwolenia i warunkowo umorzył wobec niego postępowanie. Sąd drugiej instancji w 2007 zmienił ten wyrok i prawomocnie uniewinnił go od popełnienia zarzucanych mu czynów[13].
- Zarzucano mu także konflikt interesów. W czasie, gdy kierował Śląską Kasą Chorych, był jednocześnie prezesem Fundacji „Zamek Chudów”, którą sponsorowały różne firmy farmaceutyczne. Prokurator umorzył postępowanie karne wobec braku znamion przestępstwa, natomiast w związku z tą sprawą wyrokiem amerykańskiego sądu okręgowego dla Dystryktu Columbia w 2004 na Schering-Plough(inne języki), sponsora Fundacji Zamek Chudów, nałożono grzywnę 500 tys. USD za „nakłanianie dyrektora do zakupu leków produkowanych przez Schering-Plough”[14].

## Życie prywatne
Syn Edwarda i Doroty. Ma troje dzieci, w tym syna Dobromira, który również zajął się działalnością polityczną.